# Blauwe tegelvis
De blauwe tegelvis (Lopholatilus chamaeleonticeps) is een straalvinnige vis uit de familie van tegelvissen (Malacanthidae), orde van baarsachtigen (Perciformes).

## Kenmerken
De vis heeft een zilvergrijs lichaam met een blauwgroene rug en geelgevlekte vinnen. Hij kan een lengte bereiken van 125 centimeter en een gewicht tot 30 kg. De hoogst geregistreerde leeftijd is 35 jaar.

## Leefwijze
Hun voedsel bestaat uit kreeftachtigen, maar ook vissen, inktvissen, slakken en zeekomkommers staan op het menu.

## Verspreiding en leefgebied
Deze soort komt in de westelijke Atlantische Oceaan van Nova Scotia tot Florida maar ook in de Golf van Mexico en waarschijnlijk komt hij ook voor in de Caraïbische Zee. Deze soort houdt van de subtropische wateren voor de noordkusten van Zuid-Amerika. Als bodembewoners van de diepzee leven ze vooral op een diepte van rond 200 m, bij voorkeur boven zandige of modderige, soms ook rotsige grond. Ze zijn gevoelig voor koud water.

## Relatie tot de mens
Lopholatilus chamaeleonticeps is voor de visserij van aanzienlijk commercieel belang. In de hengelsport wordt er weinig op de vis gejaagd.
Voor de mens is Lopholatilus chamaeleonticeps ongevaarlijk.